# Nathaniel Palmer
Pour les articles homonymes, voir Palmer.
Nathaniel Brown Palmer (1799 - 1877) est un capitaine de marine américain. 
Il est le premier à apercevoir de manière indiscutable l'Antarctique.

## Biographie
Né à Stonington dans le Connecticut, il s'engage très jeune dans la marine comme matelot. Il devient ship master (patron) dès l'âge de 19 ans. Pendant une campagne de chasse à la baleine en 1820 dans les parages des Shetland du Sud, à bord d'un sloop de 47 pieds, le Hero. Il décide de s'aventurer plus au sud à la recherche de nouvelles colonies de jeunes phoques pour la chasse.

### L'Antarctique
Membre de l'expédition de Benjamin Pendleton, le 17 novembre 1820, alors que depuis longtemps une terre était soupçonnée, il aperçoit enfin de manière indiscutable celle-ci. Dans la même période, un bateau russe de la marine impériale commandé par Fabian von Bellingshausen navigue dans cette zone ainsi qu'un navire de la Royal Navy britannique commandé par Edward Bransfield. 
Lors de cette expédition, Palmer découvre également les îles nommées les Orcades du sud.
Il poursuit ensuite sa carrière comme commandant puis concepteur, constructeur et enfin propriétaire de clippers. Il meurt en 1877, à l'âge de 78 ans. Il est enterré près de sa maison victorienne de Stonington qui a été transformée en musée.
La terre qu'il a découverte sera appelée Palmer Land avant que les Britanniques ne la rebaptise en Graham Land. Elle est connue maintenant sous le nom de Terre de Palmer. Le nom du capitaine a été donné également à l'archipel Palmer, à une station scientifique américaine, la Station Palmer située dans une des îles de cet archipel et à un brise-glace américain, le RV Nathaniel B. Palmer.